# Interdisciplinariteit
Interdisciplinariteit betekent letterlijk 'tussen de disciplines'.
Als het gaat om wetenschap is het een benaderingswijze die zich niet beperkt tot de eigen universitaire vakdiscipline (vakwetenschap), maar een tussenpositie tussen verschillende vakwetenschappen creëert. Soms is dat door de perspectieven van verschillende wetenschappen te combineren. Na een langere periode kan een interdisciplinaire benadering, als combinatie van verschillende disciplines, zelf ook weer een discipline worden.
De interdisciplinaire benadering kwam halverwege de twintigste eeuw in zwang. Een onderzoeksgroep binnen een universitaire faculteit is vaak samengesteld uit een team van experts uit verschillende vakgebieden, waardoor projecten een interdisciplinair karakter krijgen. Interdisciplinair onderwijs is vaak pas mogelijk, als interdisciplinaire samenwerking leidt tot het ontstaan van een nieuw universitair vakgebied, een zelfstandige wetenschappelijke discipline. Toch zijn er de laatste jaren steeds meer mogelijkheden voor interdisciplinair studeren.
Voorbeelden van uit een interdisciplinair aandachtsgebied voortgekomen disciplines zijn:
- interdisciplinaire sociale wetenschap
- bedrijfskunde
- bio-informatica
- biomedische technologie
- cognitiewetenschap
- computationele taalkunde
- culturele analyse
- gedragseconomie
- kunstmatige intelligentie
- kristallografie
- materiaalkunde
- medicinale chemie
- medische biologie
- milieukunde
- psychobiologie
- psycholinguïstiek
- science, business & innovation
- wetenschapsdynamica

Interdisciplinariteit is te onderscheiden van multidisciplinariteit en transdisciplinariteit. Multidisciplinaire wetenschap combineert eveneens verschillende disciplines, maar hierbij wordt wél vastgehouden aan de eigen discipline. Multidisciplinariteit gaat dus minder ver dan interdisciplinariteit. Transdisciplinariteit verwijst naar een (participatieve) manier van onderzoek waarbij niet alleen studenten en academici betrokken zijn, maar ook vertegenwoordigers bijvoorbeeld uit het maatschappelijk middenveld, het bedrijfsleven, de cultuur of de politiek. Het doel is om een grotere verscheidenheid aan kennisbronnen te combineren en zo het oplossen van problemen te vergemakkelijken.